# Miloš Obilić
Miloš Obilić (srbsko Милош Обилић), v nekaterih virih tudi Miloš Kobilić (15. junij/28. junij 1389, Kosovsko polje, Kosovo) je bil srbski vitez v službi kneza Lazarja Hrebeljanović, vladarja Moravske Srbije. O Obiliću kot zgodovinski osebnosti je malo znanega. Bolj znan je kot legendarni junak, ki je med bitko na Kosovskem polju ubil osmanskega sultana Murata I.
Miloš je ostal v pisnih virih anonimen vse do poznega 15. stoletja, razširjenost njegove zgodbe v firenških, srbskih, osmanskih in grških virih pa kaže, da se je pripoved o njegovem junaštvu razširila po Balkanu že v prvih petdesetih letih po dogodku. Postal je slavna osebnost v srbski epski poeziji, v kateri so ga povzdignili v največjega junaka v srednjeveški srbski zgodovini. Poleg mučeniškega kneza Lazarja in izdajalskega Vuka Brankovića je kot simbol osebnega junaštva in samožrtvovanja postal bistven del srbskega mita o Kosovski bitki. Srbska pravoslavna cerkev ga je v 19. stoletju proglasila za svetnika.

## Najstarejši viri
Najstarejši srbski viri, ki na splošno podpirajo predvsem kult kneza Lazarja, ne omenjajo niti Miloša niti njegovega umora sultana Murata. Dejanje kot tako prvi omenja firenški kancler Coluccio Salutati († 1406) v pismu z datumom 20. oktober 1389, ki ga je v imenu firenškega senata poslal bosanskemu kralju Tvrtku I. Kotromaniću. Morilčevega imena ne omenja, opisuje pa ga kot enega od dvanajstih srbskih plemičev, ki so se uspeli prebiti skozi osmanske straže.
Morilec je v srbskih virih prvič omenjen v biografiji Lazarjevega sina Stefana Lazarevića, ki jo je leta 1440 napisal Konstantin Filozof. Junak, ki je še vedno anonimen, je opisan kot plemič, katerega so nevoščljivci poskušali onečastiti pred knezom. Da bi dokazal svojo zvestobo in pogum, se je pretvarjal, da je dezerter in je prebegnil k sovražniku. Na osmanski strani je dobil priložnost, da zabode sultana, takoj zatem pa so stražarji ubili še njega. Začetna sramota in kasnejša odrešitev s pogumnim dejanjem uboja sultana je postala ključna misel srbske legende, ki se je razvila kasneje.

## Osmanski in grški viri
Sultanova smrt je naredila vtis tudi na najzgodnejše osmanske vire. Ti viri običajno opisujejo, kako sultan s spremstvom pregleduje bojišče. Med trupli padlih kristjanov je še živ neznan vojak, ki do smrti zabode sultana. Pesnik Ahmedi v zgodnjem 15. stoletju piše, da je "nek kristjan, ki se je ves krvav skrival med sovražnikovimi trupli, nenadoma vstal, napadel Murata in ga z bodalom zabodel do smrti".
Oruc (ali Uruc), zgodovinar iz Edirne, pojasnjuje pomanjkljivo sultanovo zaščito s tem, da je bila vojska prezaposlena z zasledovanjem bežečega sovražnika in v zgodbo vnaša element prevare: "Kristjan, ki se je zaobljubil, da se bo žtrvoval, se je približal Muratu, ki je osamljen sedel na konju. Pretvarjal se je, da mu želi poljubiti roko, potem pa ga je zabodel z ostrim bodalom".
Od poznega 15. stoletja dalje dogodek omenjajo tudi grški viri. Atenski učenjak Laonik Halkokondil († okrog 1490) Muratovega morilca imenuje "Miloes, mož plemenitega rodu, ki se je prostovoljno odločil, da bo izvršil to pogumno dejanje. Ko je od kneza Lazarja dobil dovoljenje, je odjezdil v sovražni tabor in se pretvarjal, da je dezerter. Murat, ki se je obdan s svojimi vojaki pripravljal na bitko, je dezerterja z veseljem sprejel. Ko je Miloš prišel do Murata, je obrnil svoje kopje proti sultanu in ga ubil."
V drugi polovici 15. stoletja je Ivan Dukas vključil Miloševo zgodbo v svojo Historia Byzantina. V njegovi različici zgodbe se mlad plemič pretvarja, da je dezerter in da pozna ključ do osmanske zmage. Ko mu uspe priti do sultana, ga ubije.
Leta 1976 je Miodrag Popović trdil, da vsi pripovedni elementi tajnosti in zvijačnosti v srbski tradiciji izhajajo iz turških virov, T.A. Emert pa meni, da je bolj verjetno, da so osmanske pripovedi vplivale samo na interpretacijo dogodkov, ki se je razvila v 16. stoletju.

## Srbsko izročilo
Prvi srbski avtor, ki je omenil Muratovega morilca, je bil Konstantin Mihajlović, srbski janičar iz vasi Ostrovica, ki je leta 1497 napisal Janičarjeve spomine ali Turško kroniko. V odlomku svojega dela poskuša iz srbskega poraza v Kosovski bitki povzeti moralno lekcijo o izdajstvu. Mihajlović prikazuje Miloša Kobilca kot viteza, ki na usodni zadnji dan bitke ubije Murata. Miloševo ime se v virih naslednjič pojavi tri desetletja kasneje, leta 1530, v spominih meniha Benedikta Kuripešića s potovanja po Balkanu. Njegov obisk Muratovega turbeta na Kosovskem polju je bil vzpodbuda za zgodbo o vitezu Milošu Kobiloviću.  Kuripešić govori o ponižanju in padcu v nemilost, ki ga je Miloš doživel pred bitko, zadnji večerji s knezom Lazarjem in njegovimi plemiči, njegov prihod do Muratovega šotora, Muratov uboj in Miloševo smrt, ko je poskušal s konjem pobegniti.  Menih sicer ne navaja svojih virov, pravi pa, da je Miloš slavna osebnost v ljudskem izročilu Hrvatov in "drugih v tistih pokrajinah, ki opevajo junaška dela ob meji".
V najbolj priljubljani inačici legende se Miloš med prvo bitko na poti v osmanski tabor pretvarja, da se želi vdati, potem pa izkoristi ugoden trenutek, se prebije v sultanov šotor in ga zabode do smrti. Obilića zatem sultanovi osebni stražarji "razsekajo na koščke".

## Ime
Še vedno ni jasno, ali je Obilić njegovo družinsko ime ali samo nadimek, ki morda izhaja iz imena njegovega rojstnega kraja. Ker je na Balkanu raztresenih veliko krajev, ki imajo v svojem imenu besedo Obilić, se je negotovost še večja. Tudi njegovo poreklo je predmet številnih razprav med balkanskimi Slovani. V razpravah so se v zadnjih stoletjih pojavile mnoge protislovne trditve, tudi takšne, ki izhajajo iz ljudske folklore in nimajo nobene zveze s Kosovsko bitko. Črnogorci trdijo, da je Miloš Obilić po poreklu iz Zete, se pravi iz Črne gore, Bosanci pa, da je iz Bosne. V prepire se vpletajo celo Hrvati, ki trdijo, da je rojen v bližini Zadra na jadranski obali. K tem trditvam je največ prispevala avra pravzora srednjeveškega junaka in branilca krščanstva. Najbolj verjetna je teorija, da je bil rojen na območju planini Cer, ki je bila v tistem času mejno področe med prodirajočim Osmanskim cesarstvom in nepokorjenimi posestmi srbskih fevdalnih gospodov, predvsem kneza Lazarja Hrebeljanovića. 

## Kasnejše legende
Najstarejši dogodek iz Miloševevega službovanja pri knezu Lazarju je povezan z bitko pri Pločniku, v kateri je bil ranjen s puščico. V mnogih virih je omenjen kot zet kneza Lazarja, se pravi, da je bil svak Vuka Brankovića, še enega slavnega srbskega plemiča in neslavnega udeleženca Kosovske bitke. Obilićeva in Brankovićeva vloga v legendah sta običajno nasprotni, vendar se teh trditev ne da zanesljivo potrditi.
Druga legenda govori o Brankovićevi izdaji. V tej legendi je Branković na večer pred Kosovsko bitko obtožil Mioša Obilića, da poskuša izdati kneza Lazarja in sredi bitke prestopiti k nasprotniku. Obtožba je bila posledica stalnega rivalstva med njima. Branković, ki je bil na mnogo višjem položaju, je bil zelo ljubosumen na ugled, ki ga je užival Obilić kot najpogumnejši srbski vitez. Da bi opral svoj ugled in dokazal zvestobo knezu Lazarju, se je Obilić zaobljubil, da bo med bitko ubil osmanskega sultana. 
Ena od mnogih pesmi in legend pravi, da je Miloša ujela Jaga baba, ki je svetovala Turkom, kako ubiti Miloševega konja in najti ključ Miloševega oklepa, ki je bil skrit v njegovih brkih. Miloš je iz maščevanja Jago babo ubil na mostu, ki se še danes imenuje Babin most. 
V ljudski epiki in legandah se Miloš slavi kot junak z nadnaravnim poreklom in nadnaravnimi sposobnostmi, ker je bila njegova mati je bila gozdna vila, oče pa zmaj. Svojo moč je dobil s kobiljim mlekom, od tudi njegov priimek Kobilić ali Kobilović. Imel je junaška pobratima Milana Toplico in Ivana Kosančića, ki sta žrtvovala svoji življenji v bitki na Kosovskem polju, in izjemnega konja z imenom Ždral (žerjav).

## 19. stoletje
Na začetku 19. stoletja so začeli Miloša častiti tudi kot svetnika Srbske pravoslavne cerkve. Med Prvo srbsko vstajo (1804-1813) so v narteksu kneza Lazarja v Hilandarju na gori Atos v Grčiji naslikali Miloševo fresko s svetniškim sijem in sabljo v roki. Zgodovinar Rade Mihaljčić trdi, da je med osmansko zasedbo Srbije njegov kult postal nekakšno ljudsko gibanje, ki ima korenine med Srbi na ozemlju med Savo in Donavo.
Leta 1847 je nastala pesnitev Gorski venec, katere avtor je bil črnogorski vladika Petar II. Petrović Njegoš. Pesnitev opeva Obiličevo junaštvo v bitki in ga imenuje "žrtev plemenitih čustev, vsemogočni vojaški genij in strašen vihar, ki je drobil krone". Vladika Njegoš je celo ustanovil Obilićevo medaljo za hrabrost.

## Danes
Muratov uboj in Kosovska bitka sta še vedno globoko zakoreninjena v srbski narodni zavesti, zgodovini in pesništvu. Muratov uboj se razglaša kot Miloševa najgloblja želja, da bi s svojo žrtvijo dal prispevek svojemu ljudstvu v boju proti tiraniji in v boju krščanstva proti islamu. Miloševa osebnost v ljudskem izročilu je model idealnega junaka, ki je bil zgled kasnejšim generacijam.